# Plebejus magnagraeca
Plebejus magnagraeca är en fjärilsart som beskrevs av Ruggero Verity 1936. Plebejus magnagraeca ingår i släktet Plebejus och familjen juvelvingar. Inga underarter finns listade i Catalogue of Life.